# Budapest Show Kórus
A Budapest Show Kórus (rövidítése: BSK) az amerikai show choir-ök mintájára jött létre. (Ezek a könnyűzenei együttesek gimnáziumokban működnek, ahol általában az órarend része a heti több ének- és táncpróba.) A Budapest Show Kórus előadásait vidám arcok, vidám színek, ruhák és más kellékek (tábla, esernyő stb.) jellemzik. Előadás közben az énekesek gyakran csak lazán kötődnek a „helyükhöz”, a mozgások, koreográfiák (sőt testhelyzetek is) rendszerint lényeges elemei az előadásnak. Többnyire ismert könnyűzenei dalok többszólamú kórusfeldolgozásait adják elő: pop-, rock-, musical-, jazzdalok, gospelek és spirituálék, valamint filmzenék többszólamú feldolgozásait. Hangulatában hasonlítanak a 
Perpetuum Jazzile
és a Viva Vox együttesre, de a Budapest Show Kórus saját kis zenekarral is rendelkezik. A legtöbb előadáson zongora, máskor más hangszerek is kísérik az énekeseket, és vannak a cappella műsorszámok is.
Mivel amatőr kórus, természetesen számukra is fontos a fejlődés, de nem cél a mindenáron való győzelem, és a másokkal való versengés, inkább a saját örömükre énekelnek. A kórusversenyek és a díjak másodlagosak (kórusversenyeken jellemzően ugyanazt várnák el a Budapest Show Kórustól is, mint egy komolyzenei kórustól).

## Története
Az együttest Barna Judit alapította 2008 tavaszán, akkor még Budapest Show Choir néven. Ez volt Magyarországon az első showkórus. Az első évben főleg spirituálékat adtak elő, egy-egy jazz-, musical- és popdallal kiegészítve.
A Budapest Show Kórus koncertjein néhány alkalommal nevezetes énekest (pl. Puskás Petit, Kiss Ernő Zsoltot, Sári Évit, Szemenyei Jánost, Serbán Attilát, Vári-Kovács Pétert) hívtak meg vendégelőadónak.

### Karnagyok
- 2008-2009: Orosz Dóra
- 2009-2010: Réti Katalin
- 2010-2016 Eőry Krisztina
- 2016-2017 Hetei-Bakó Benedek
- 2017-től Eőry Krisztina

## A repertoárból
A teljesség igénye nélkül, illusztrációképpen:
- Bohemian Rhapsody (Queen)
- Hallelujah (Leonard Cohen)
- Balázs Árpád: Bodzavirág (a Mindenki c. filmből)
- A Sakk c. musical dalai
- Az Apáca show c. film dalai
- Dal a Különben dühbe jövünk c. filmből
- Egyveleg a Punnany Massif dalaiból
- Régi és mai karácsonyi dalok (angolok és spanyolok is)

## Rendezvények
Kórusok Éjszakája, bálok, kórustalálkozók, önálló koncertek, utcai zenélések (flashmob), adventi koncertek a Vörösmarty téri karácsonyi vásárban, az Óbudai Adventen és a Vajdahunyad várában.
Néhány jellemző példa szerepléseikből:
- szerepeltek 2012-ben a Megasztár első élő adásában
- karácsonyi koncertek a Honvéd Kulturális Központban
- tavaszi nagykoncert Nádor Dávid vendégszereplésével (2011)
- évadnyitó koncertek a budapesti Festetics palota Tükörtermében
- musical koncert hat meghívott vendég (Nyári Darinka, Sári Évi, Kiss Ernő Zsolt, Puskás Peti, Serbán Attila és Szemenyei János) közreműködésével
- közös koncert a QHarmony holland zenekarral, valamint a Polizeichor Frankfurt német kórussal
- 2015 Milánói Világkiállítás: egy héten át napi négy kis koncertet adtak a magyar pavilonban[4][5]
- 2018 A Vígszínházban a 3. Magyar Filmdíj ünnepélyes díjátadóján, a MOM Kulturális Központban (10 éves jubileumi koncert), a Budapest Voices 5 éves születésnapi koncertjén, a Művészetek Völgyében és a Sziget Fesztiválon is felléptek.[6][7]

## Díjai, elismerései
- Muzsika Hídja amatőr kórusok találkozója (ezüst díj, 2013)

## A tagokról
Koreográfus: Eőry Mónika

Művészeti vezető: Eőry Krisztina

A „kórusnak” más hangszeres tagjai is vannak: gitáros, basszusgitáros, dobos, szaxofonos, trombitás, harsonás. Egy-egy előadáson más hangszerek is előfordulnak (pl. hegedű, cselló). 
Az énekesek létszáma kb. negyven fő (vegyeskar). Többségük 20-40 év közötti; néhányan jártak zeneiskolába, egy-kettőnek van zenei végzettsége.
Nem egy-két állandó szólistája van az együttesnek, hanem a tagok többsége már énekelt szólót a koncertjeiken.

## Diszkográfia
- BSK Live (válogatott koncertfelvételek)

## További információ
- Az együttes honlapja
- YouTube
- https://www.instagram.com/budapestshowchoir/
- https://soundcloud.com/budapestshowkorus